# Veslud
Veslud est une commune française située dans le département de l'Aisne, en région Hauts-de-France.

## Géographie
1. Carte dynamique
2. Carte OpenStreetMap
3. Carte topographique
4. Carte avec les communes environnantes
5. Entrée du village

### Hydrographie
La commune est située dans le bassin Seine-Normandie. Elle est drainée par le fossé 01 de la commune de Veslud,,.

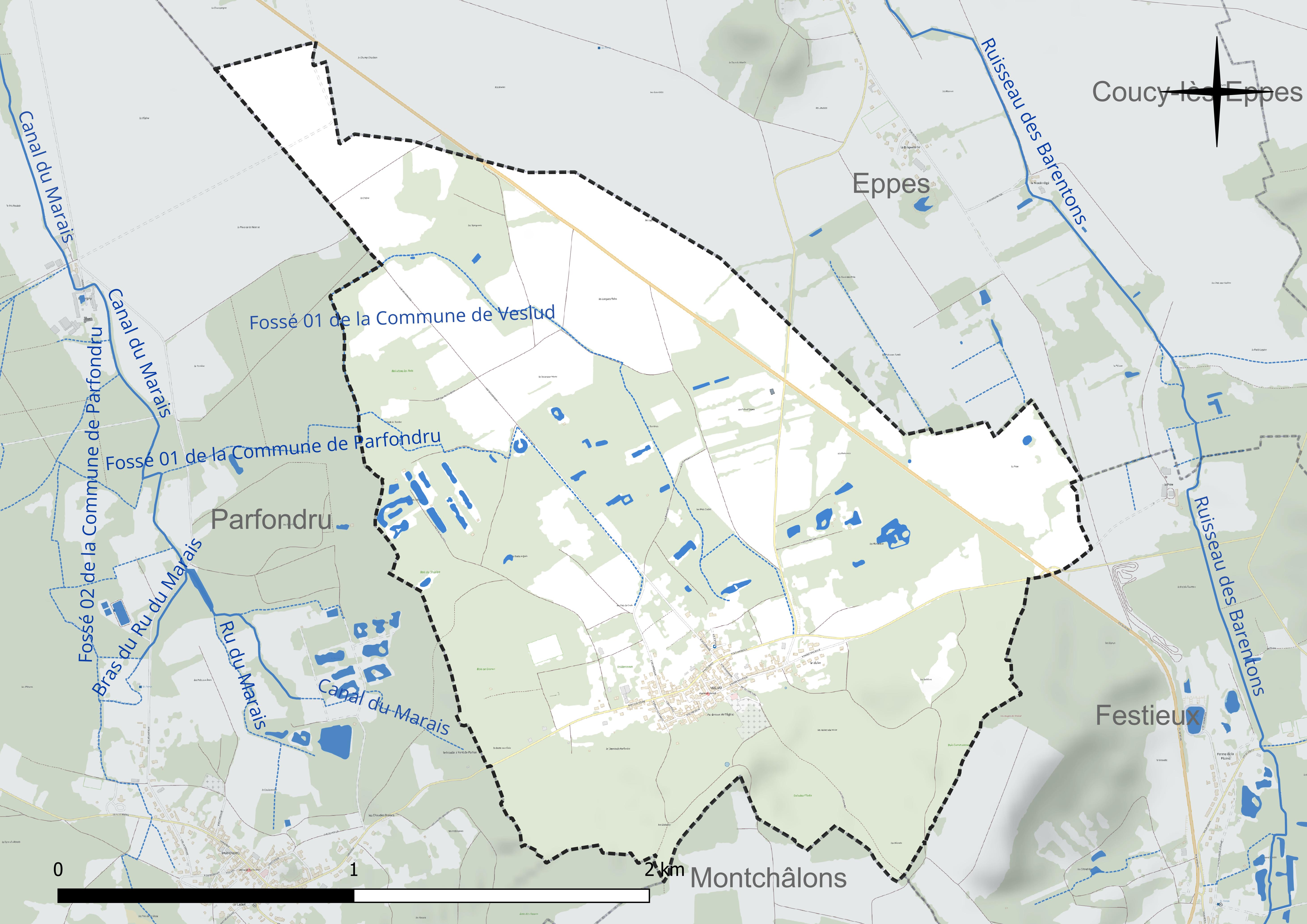
Réseau hydrographique de Veslud.

### Climat
Pour des articles plus généraux, voir Climat des Hauts-de-France et Climat de l'Aisne.
En 2010, le climat de la commune est de type climat océanique dégradé des plaines du Centre et du Nord, selon une étude du CNRS s'appuyant sur une série de données couvrant la période 1971-2000. En 2020, Météo-France publie une typologie des climats de la France métropolitaine dans laquelle la commune est exposée à un climat océanique altéré et est dans la région climatique Nord-est du bassin Parisien, caractérisée par un ensoleillement médiocre, une pluviométrie moyenne régulièrement répartie au cours de l'année et un hiver froid (3 °C).
Pour la période 1971-2000, la température annuelle moyenne est de 10,4 °C, avec une amplitude thermique annuelle de 15,4 °C. Le cumul annuel moyen de précipitations est de 741 mm, avec 12 jours de précipitations en janvier et 8,1 jours en juillet. Pour la période 1991-2020, la température moyenne annuelle observée sur la station météorologique la plus proche, située sur la commune de Martigny-Courpierre à 6 km à vol d'oiseau, est de 10,7 °C et le cumul annuel moyen de précipitations est de 734,4 mm,. Pour l'avenir, les paramètres climatiques de la commune estimés pour 2050 selon différents scénarios d'émission de gaz à effet de serre sont consultables sur un site dédié publié par Météo-France en novembre 2022.

## Urbanisme

### Typologie
Au 1er janvier 2024, Veslud est catégorisée commune rurale à habitat dispersé, selon la nouvelle grille communale de densité à 7 niveaux définie par l'Insee en 2022.
Elle est située hors unité urbaine. Par ailleurs la commune fait partie de l'aire d'attraction de Laon, dont elle est une commune de la couronne,. Cette aire, qui regroupe 106 communes, est catégorisée dans les aires de 50 000 à moins de 200 000 habitants,.

### Occupation des sols
L'occupation des sols de la commune, telle qu'elle ressort de la base de données européenne d'occupation biophysique des sols Corine Land Cover (CLC), est marquée par l'importance des territoires agricoles (48,6 % en 2018), une proportion identique à celle de 1990 (48,6 %). La répartition détaillée en 2018 est la suivante : 
forêts (44,4 %), terres arables (25,3 %), prairies (16,4 %), zones urbanisées (7 %), zones agricoles hétérogènes (6,8 %).
L'évolution de l'occupation des sols de la commune et de ses infrastructures peut être observée sur les différentes représentations cartographiques du territoire : la carte de Cassini (XVIIIe siècle), la carte d'état-major (1820-1866) et les cartes ou photos aériennes de l'IGN pour la période actuelle (1950 à aujourd'hui).

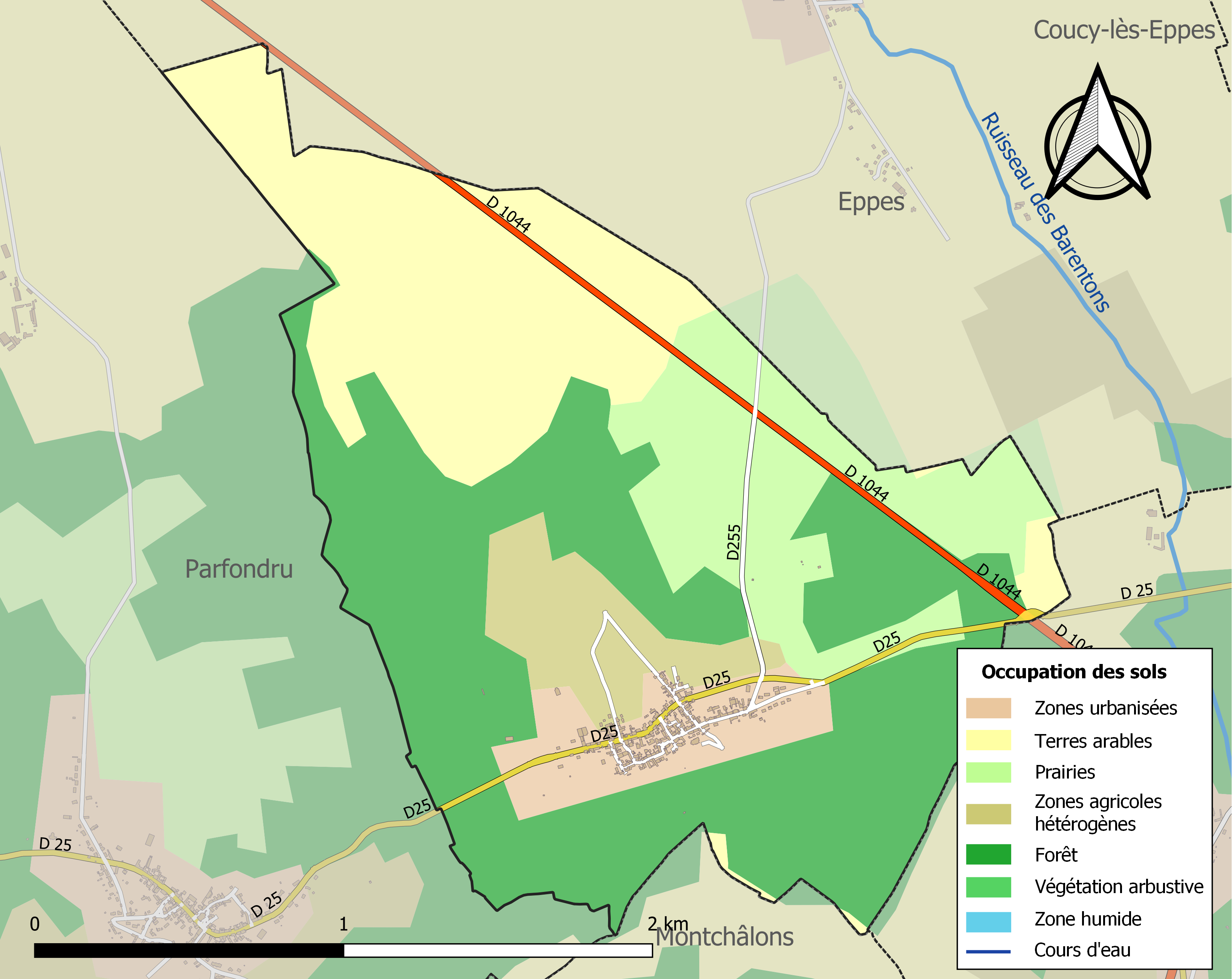
Carte de l'occupation des sols de la commune en 2018 (CLC).

## Toponymie
Le nom de la localité est attesté sous les formes Veelu (1190) ; Velui (1220) ; Veelut (1239) ; Veelui (1248) ; Veeluy (1340) ; Velut (1357) ; Veelud (1394) ; Veelluy (1410) ; Velud (1417) ; Veeslieu (1474) ; Velu (1493) ; Velluy (1493) ; Veluyd (1495) ; Veluy (1501) ; Velutz (1521) ; Vellud (1624).

Son nom est à rapprocher de celui de la Vesle, il serait formé sur le radical celtique vid, vidu, « l'arbre », *videllu « petit bois », Éric Vial l'explique par vetus lucus, « vieux bois » , la devise de Veslud est « Vetus lucus semper virens » (« Son vieux bois est toujours verdoyant »). Veslud est au centre d'une clairière au pied de la côte d'Ile de France.

## Histoire

### Emplacement du village
Situé sur la voie romaine reliant Reims à Vermand, le village se niche au pied d'une colline. Une route considérée jusqu'à la Seconde Guerre mondiale comme « stratégique », passe encore sur la crête qui surplombe le village. Il est probable qu'en période de troubles, une halte des troupes romaines était organisée sur cet emplacement protégé pour peu que la crête ait été sécurisée. Un chemin communal porte encore le nom de « chemin des Romains », l'appareil de pierre y est encore présent. Dans les années 1980, un habitant a trouvé des pièces portant l'effigie de Caligula[réf. nécessaire].

### Devise
« Vetus lucus semper virens » (« Son vieux bois est toujours verdoyant »). La devise s'applique bien à ce village situé au pied d'une colline boisée. Mais le terme latin lucus faisant référence à un bois sacré, il est possible que le lieu ait été celui d'un culte dans l'antiquité.

### Cimetière militaire allemand de Veslud
Cette nécropole située derrière l'église, l'escalier permettant d'y accéder se trouvant au fond du cimetière communal, a été érigée par les Allemands, après l'offensive française du 16 avril 1917 sur le Chemin des Dames. Elle contient 1 704 corps (croix en pierre) reposant dans des tombes individuelles (seuls 6 n'ont pu être identifiés). Les hommes inhumés ici, jusqu'en octobre 1918, sont des blessés n'ayant pas survécu à leurs blessures dans des hôpitaux militaires de campagne édifiés à proximité et notamment dans l'église du village qui fut utilisée comme infirmerie par l'armée allemande. Le porche de l'église fut d'ailleurs détruit par un bombardement lors de la contre-offensive alliée. Les Allemands ont confié sa réalisation à l'un de leurs officiers qui a employé la dynamite pour réaliser les escaliers et les terrasses. On trouve, également dans ce cimetière, un monument érigé aux « braves héros » de la 50e division d'infanterie. Dans ce cimetière reposent 1704 soldats allemands.

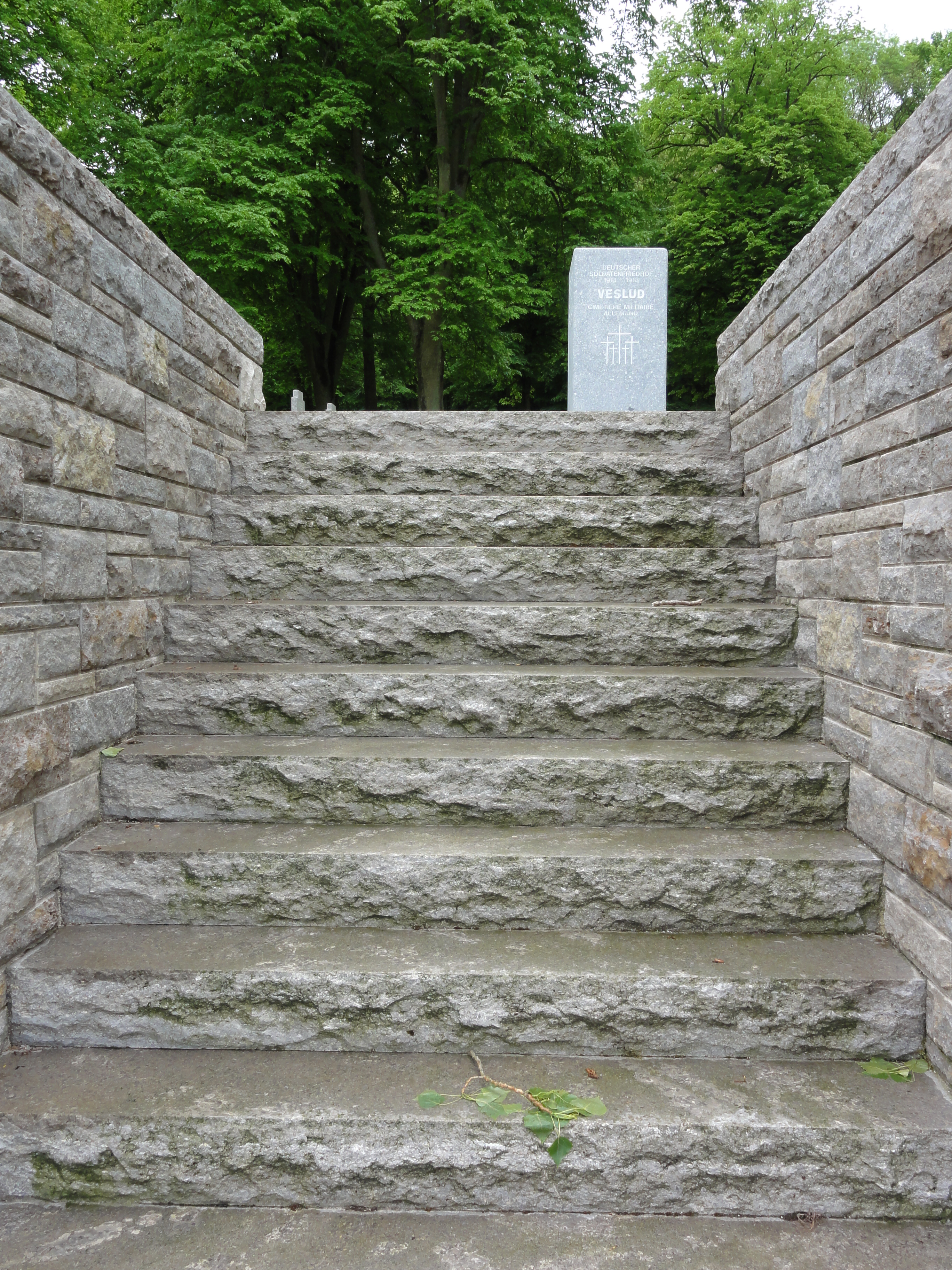
L'escalier montant au cimetière allemand.
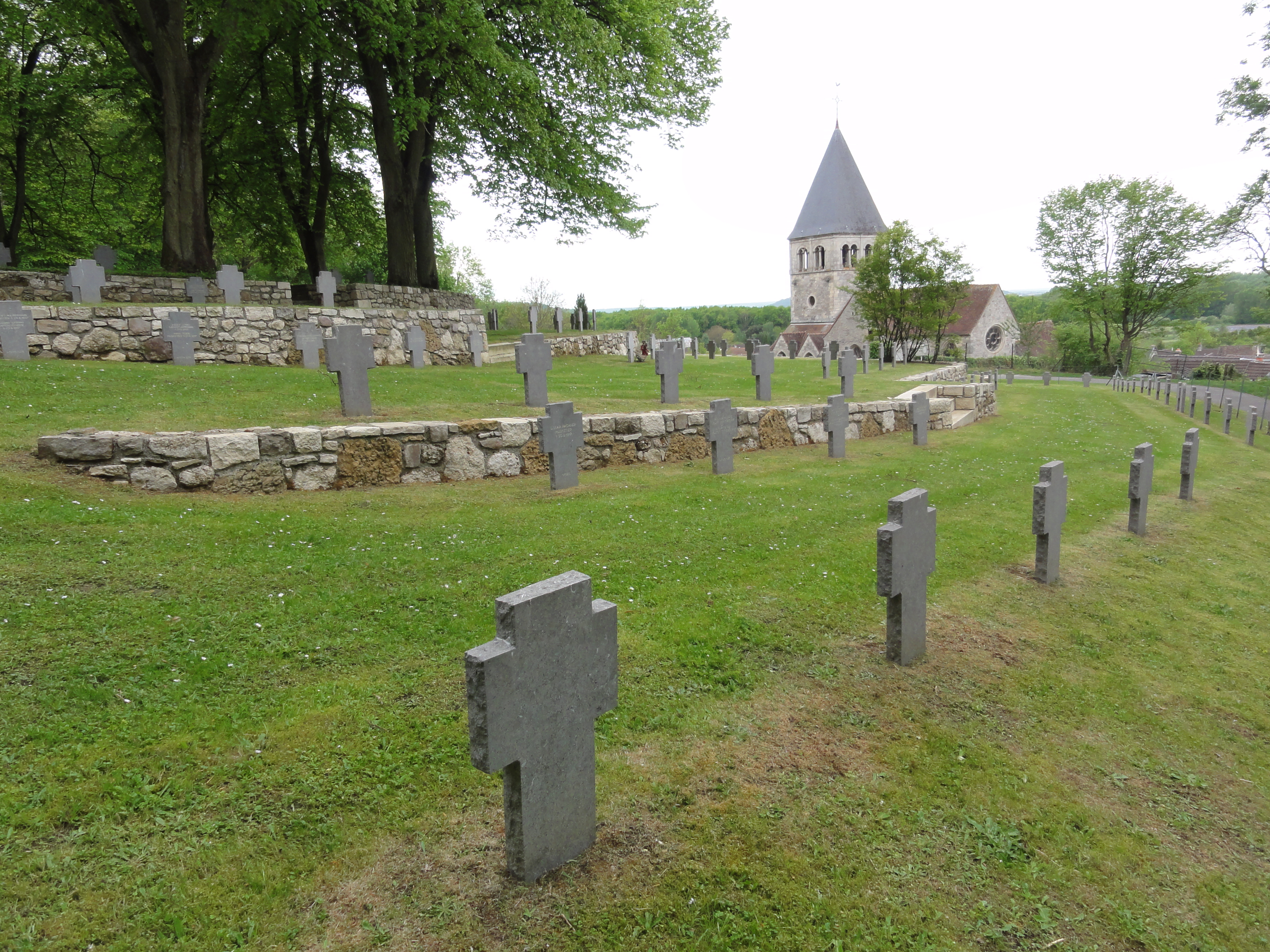
Parti basse du cimetière allemand.
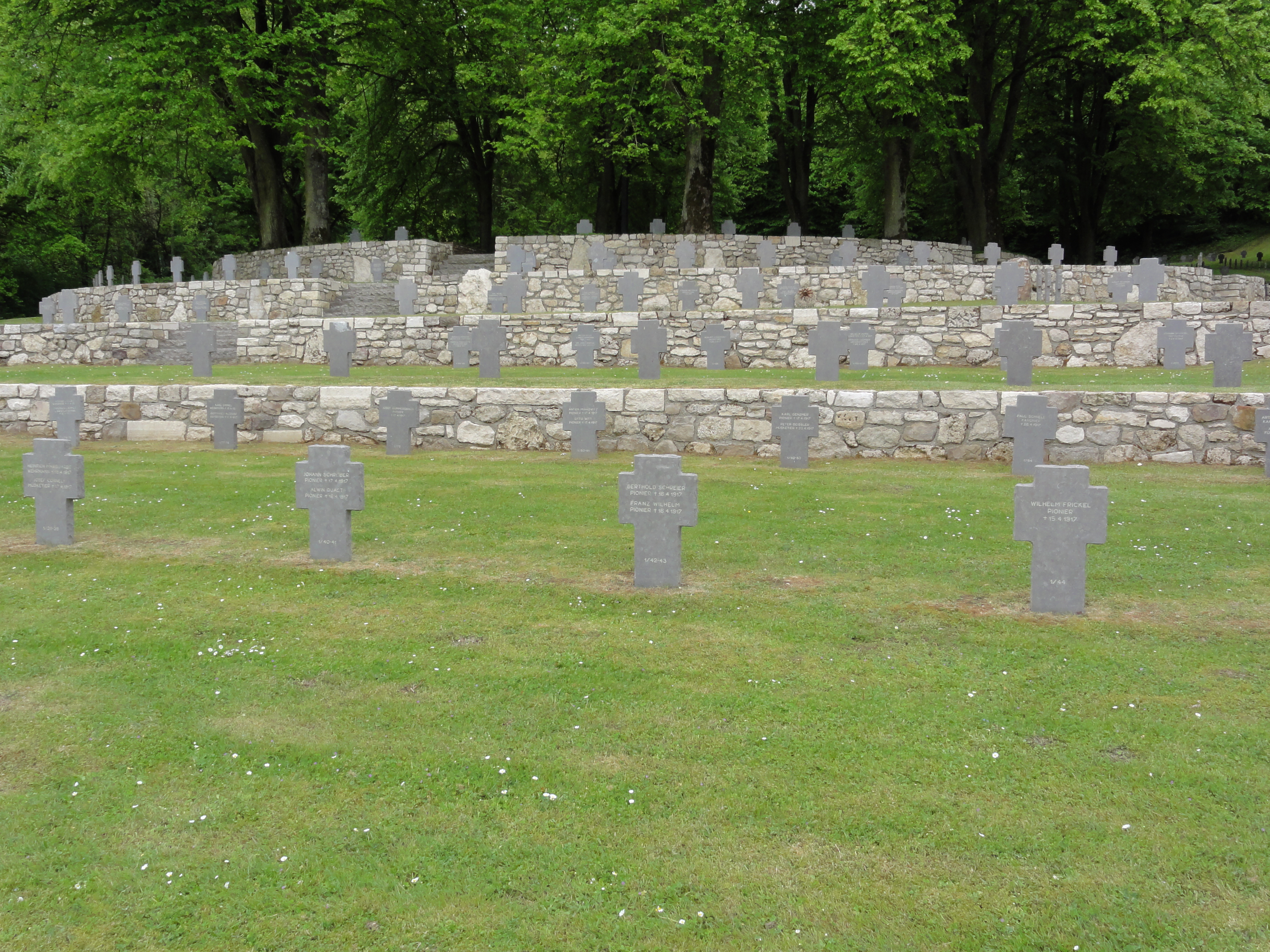
Les terrasses du cimetière allemand.
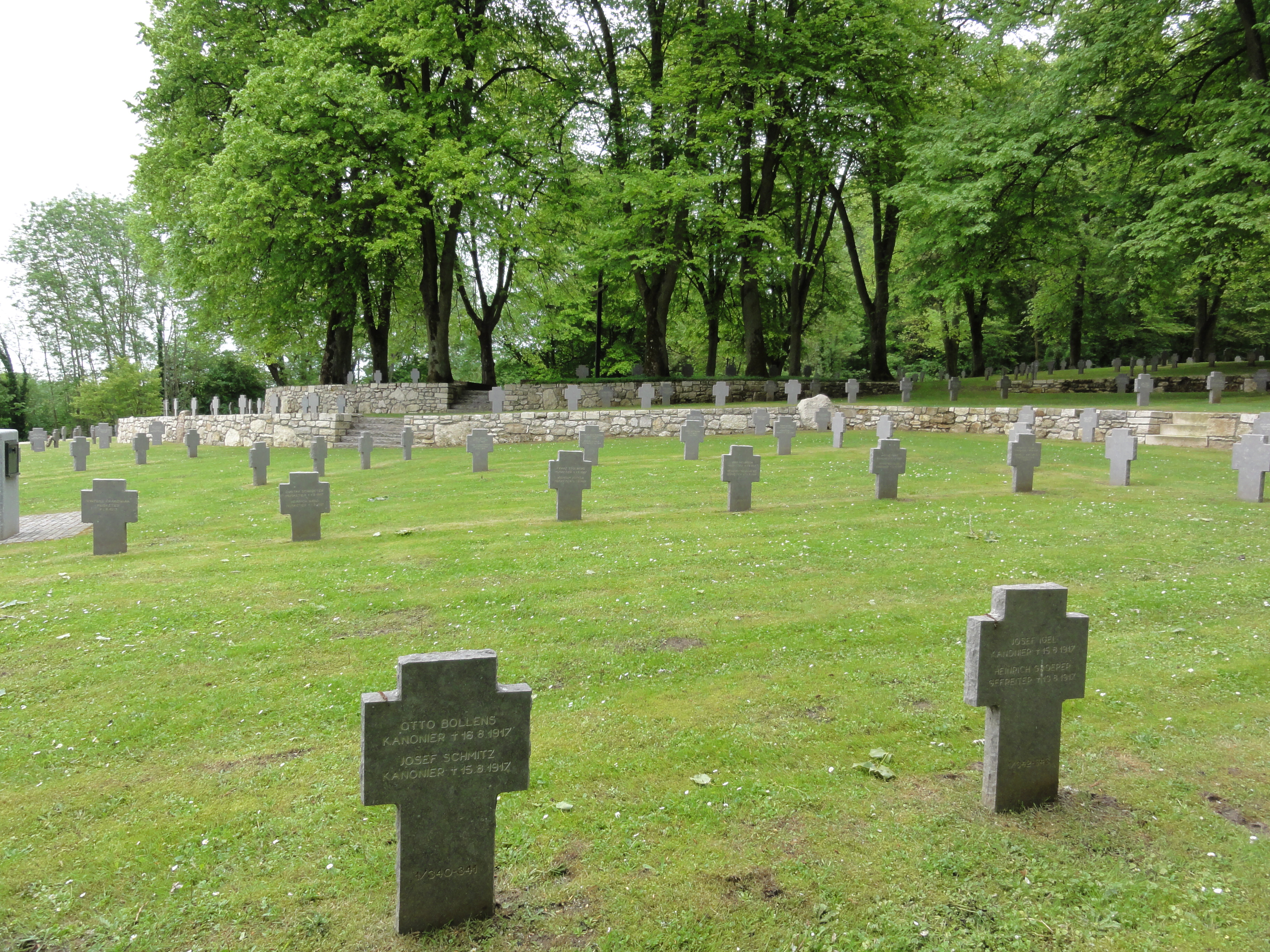
Parti haute du cimetière allemand.
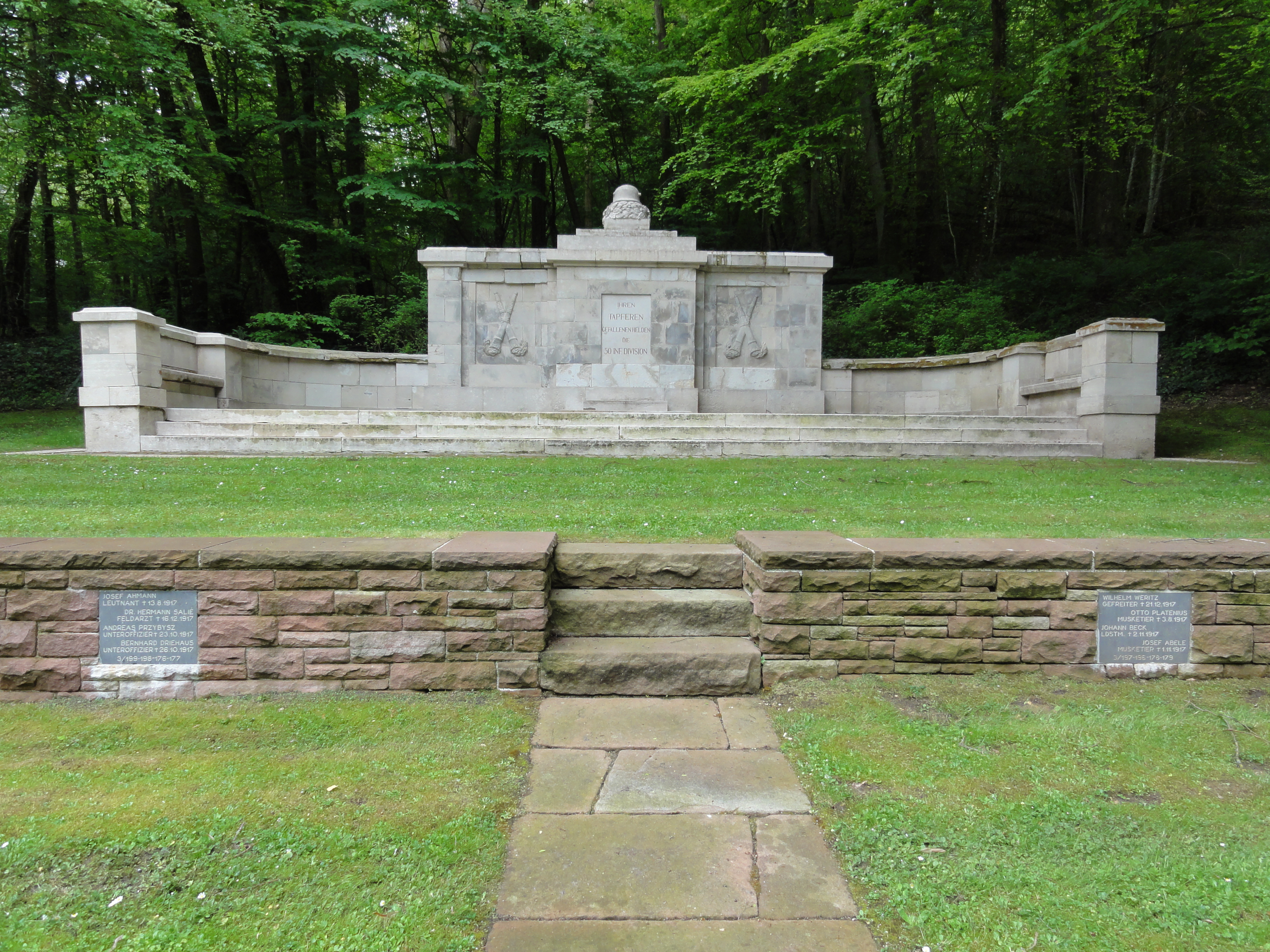
Monument de la 50e division d'infanterie.

### Fête patronale
La fête du village se déroulait le dimanche suivant le 15 août. Les garçons n'ayant pas encore franchi le cap du service militaire étaient chargés de décorer le village à l'aide de branchages et de genêts. Un portique était dressé à l'entrée de la place du bal ; il portait l'inscription « Honneur aux anciens ». La fête commençait par un dépôt de gerbe au monument aux morts par deux élèves (une fille et un garçon) au nom des enfants du village. Le cortège était emmené par un drapeau à l'enseigne de « la jeunesse de Veslud ». Le Chemin des Dames est proche : tous ces symboles se rapportaient au souvenir de la Première Guerre mondiale.

## Politique et administration

### Découpage territorial
La commune de Veslud est membre de la communauté d'agglomération du Pays de Laon, un établissement public de coopération intercommunale (EPCI) à fiscalité propre créé le 1er janvier 2014 dont le siège est à Aulnois-sous-Laon. Ce dernier est par ailleurs membre d'autres groupements intercommunaux.
Sur le plan administratif, elle est rattachée à l'arrondissement de Laon, au département de l'Aisne et à la région Hauts-de-France. Sur le plan électoral, elle dépend du  canton de Laon-2 pour l'élection des conseillers départementaux, depuis le redécoupage cantonal de 2014 entré en vigueur en 2015, et de la première circonscription de l'Aisne  pour les élections législatives, depuis le dernier découpage électoral de 2010.

### Administration municipale
| Période                                  | Période                    | Identité         | Étiquette | Qualité                               |
| ---------------------------------------- | -------------------------- | ---------------- | --------- | ------------------------------------- |
| Les données manquantes sont à compléter. |                            |                  |           |                                       |
| avant 1875                               | après 1876                 | Houde            |           |                                       |
| 1965                                     | 1977                       | Raoul Polliard   |           |                                       |
| 1977                                     | 1983                       | Guy Boitte       |           |                                       |
| 1983                                     | 1989                       | Jean Mennesson   |           |                                       |
| 1989                                     | 1995                       | Guy Boitte       |           |                                       |
| 1995                                     | 2001                       | Philippe Andraud |           |                                       |
| 2001                                     | En cours (au 20 juin 2020) | Gérard Loiseaux  | RE        | Cadre Réélu pour le mandat 2020-2026, |

## Démographie
L'évolution du nombre d'habitants est connue à travers les recensements de la population effectués dans la commune depuis 1793. Pour les communes de moins de 10 000 habitants, une enquête de recensement portant sur toute la population est réalisée tous les cinq ans, les populations de référence des années intermédiaires étant quant à elles estimées par interpolation ou extrapolation. Pour la commune, le premier recensement exhaustif entrant dans le cadre du nouveau dispositif a été réalisé en 2004.

En 2022, la commune comptait 269 habitants, en évolution de +14,96 % par rapport à 2016 (Aisne : −1,97 %, France hors Mayotte : +2,11 %).
| 1793 | 1800 | 1806 | 1821 | 1831 | 1836 | 1841 | 1846 | 1851 |
| ---- | ---- | ---- | ---- | ---- | ---- | ---- | ---- | ---- |
| 404  | 320  | 432  | 408  | 525  | 531  | 533  | 506  | 546  |

| 1856 | 1861 | 1866 | 1872 | 1876 | 1881 | 1886 | 1891 | 1896 |
| ---- | ---- | ---- | ---- | ---- | ---- | ---- | ---- | ---- |
| 538  | 507  | 482  | 463  | 447  | 395  | 388  | 391  | 349  |

| 1901 | 1906 | 1911 | 1921 | 1926 | 1931 | 1936 | 1946 | 1954 |
| ---- | ---- | ---- | ---- | ---- | ---- | ---- | ---- | ---- |
| 331  | 298  | 295  | 268  | 283  | 241  | 246  | 245  | 268  |

| 1962 | 1968 | 1975 | 1982 | 1990 | 1999 | 2004 | 2006 | 2009 |
| ---- | ---- | ---- | ---- | ---- | ---- | ---- | ---- | ---- |
| 274  | 252  | 213  | 247  | 222  | 252  | 244  | 240  | 265  |

| 2014 | 2019 | 2022 | - | - | - | - | - | - |
| ---- | ---- | ---- | - | - | - | - | - | - |
| 240  | 259  | 269  | - | - | - | - | - | - |

## Lieux et monuments
- Église de la Visitation-de-la-Sainte-Vierge (XIIe - XVe) 
  - Statue de saint Pierre assis (statue en pierre : h = 80 cm - XVIe siècle),
  - Sculpture d'un christ de pitié avec donateur (pierre : peint, polychrome - h = 120 cm -armoiries - XVIe siècle).
- Cimetière militaire allemand de Veslud
  - Monument aux morts originel réalisé par l'architecte Scholzen, de Düsseldorf.
- 3 calvaires : l'un est situé sur le chemin dit des Romains.
- 2 lavoirs.

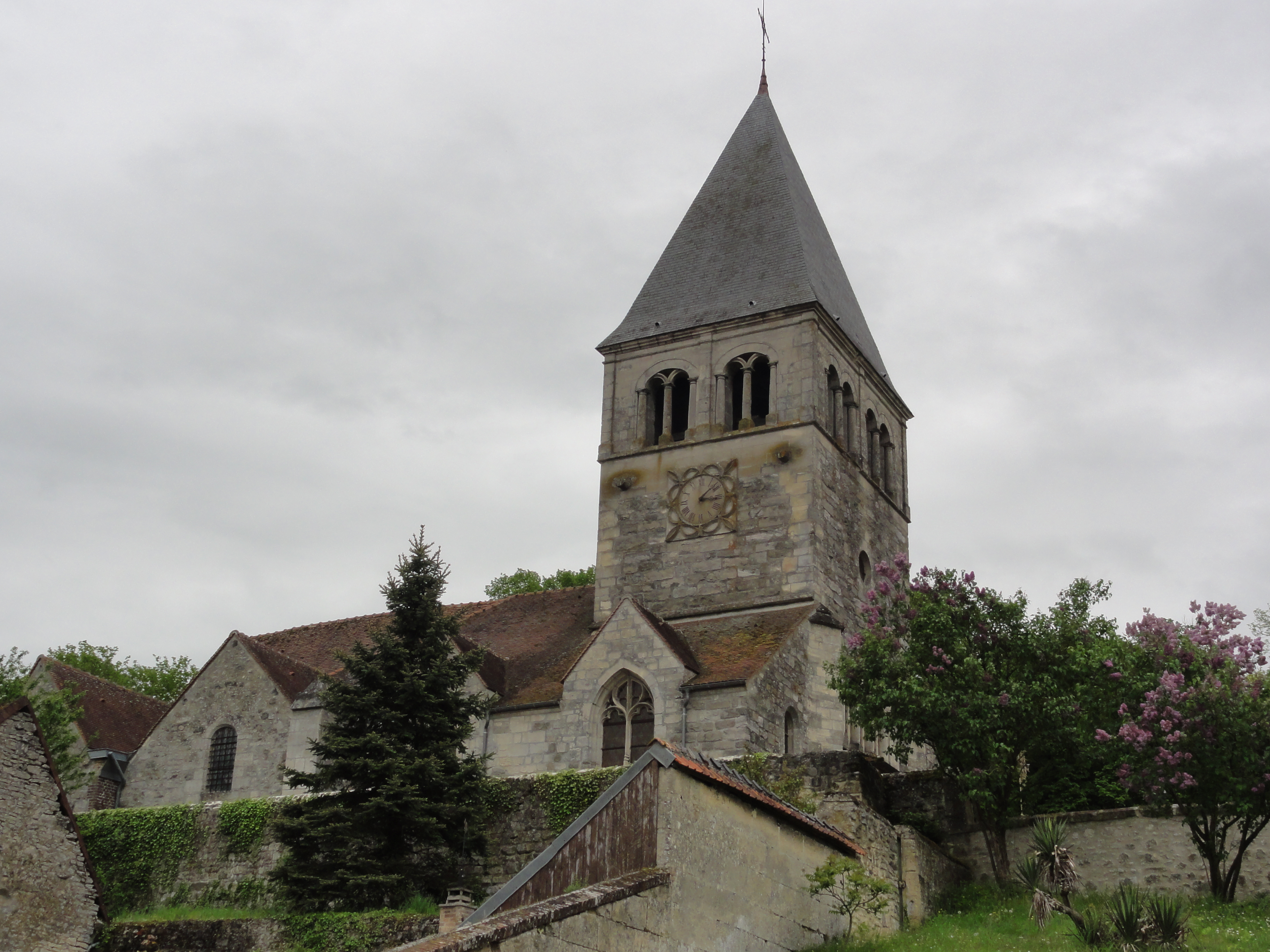
Église de la Visitation-de-la-Sainte-Vierge.
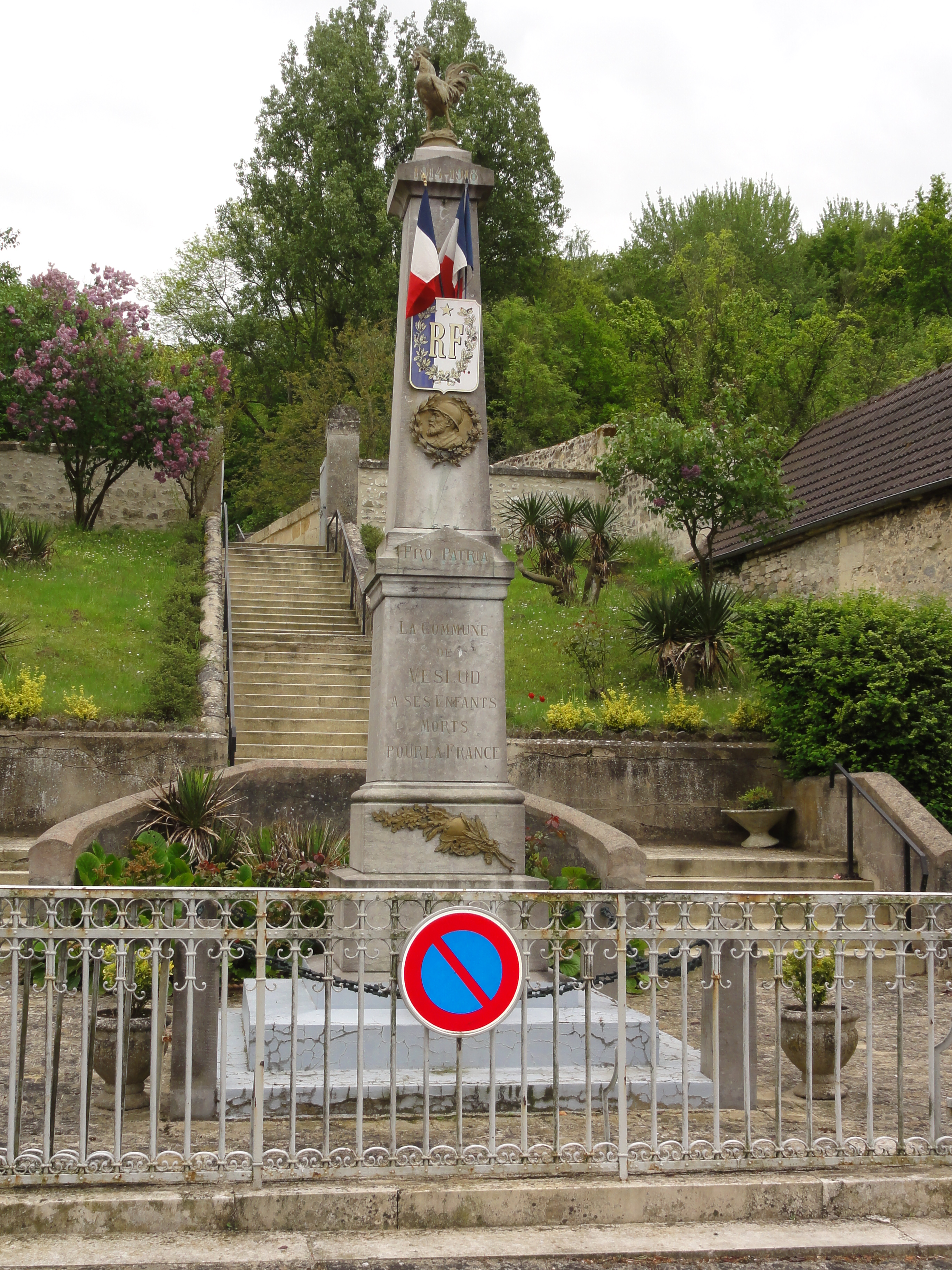
Monument aux morts.
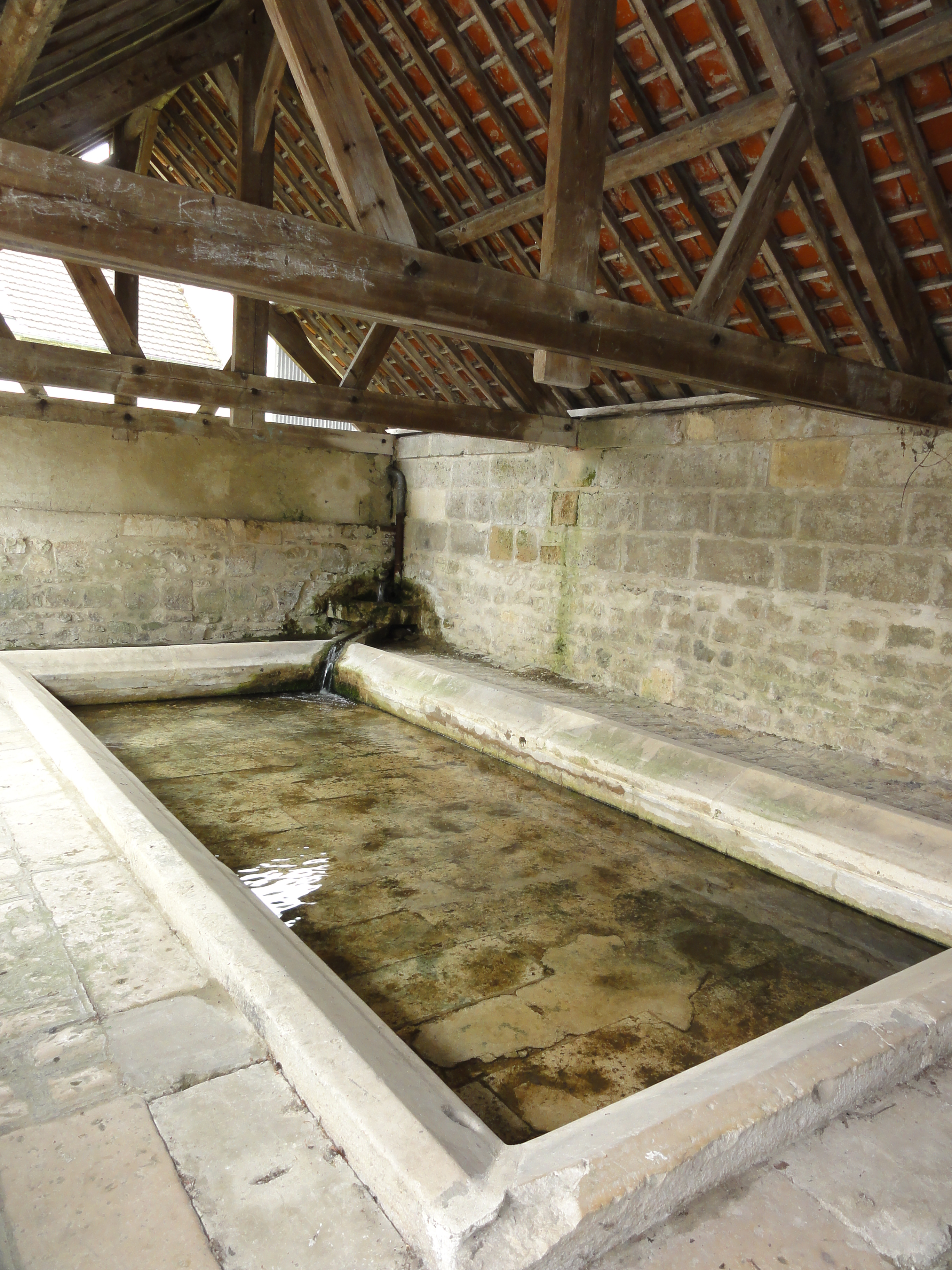
Lavoir du centre.

## Héraldique
| Blason de Veslud | Blason  | De sinople à trois alérions surmontés d'un lambel, tous d'or. Devise / CriLe vieux bois est toujours verdoyant. |
| Blason de Veslud | Détails | Sur site Commune.                                                                                               |